# طرخشقون أراساني
طرخشقون أراساني (الاسم العلمي:Taraxacum arasanum) هو نوع من النباتات يتبع جنس الطرخشقون من الفصيلة النجمية.